# 大井荘 (美濃国)
大井荘（おおいのしょう）は、奈良時代～室町時代にかけて美濃国にあった荘園。東大寺領。

## 概要

### 所在
美濃国安八郡。現在の岐阜県大垣市付近。

### 規模
10世紀末に576町。延久3年（1071年）には朝廷より四至を確定された。

### 起源
- 天平勝宝8歳（756年）に聖武天皇が東大寺に施入。
- 建武年間、東大寺の鎮護神である手向山八幡宮を歓請する（現大垣八幡神社）。

### 領主
東大寺。事実上の支配者は開発領主大中臣信清を祖とする大中臣氏だが、鎌倉時代に内紛で没落した。

### 終焉
美濃守護家土岐氏に押されて衰退したか。中世末期まで寺領として維持された。

### 備考
茜部荘と同じく、年貢は絹で収めた。